# رضا بابایی

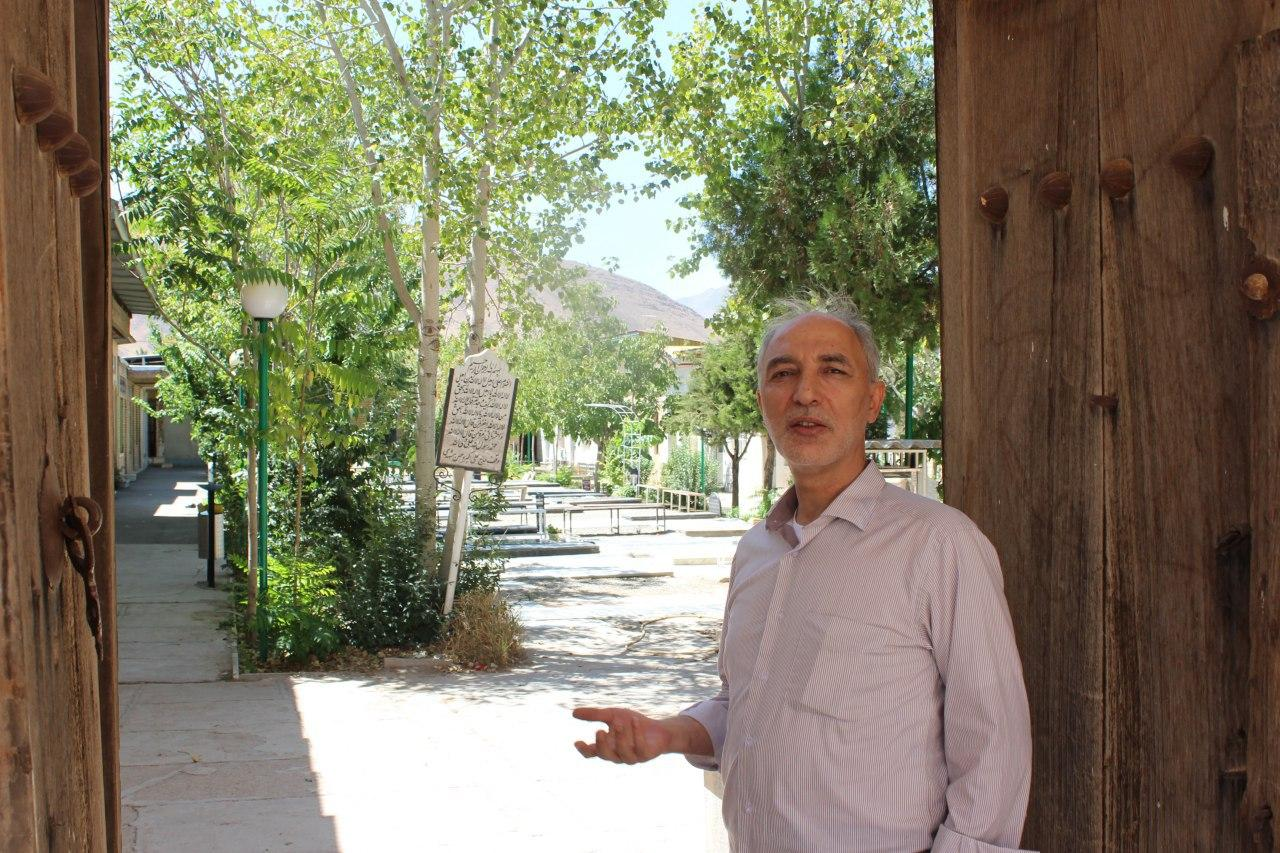
رضا بابایی

رضا بابایی‌زادهٔ (۱ خرداد ۱۳۴۳ در قزوین و درگذشتهٔ ۱۸ فروردین ۱۳۹۹ در قم) نویسنده، دین‌پژوه، مولوی‌شناسِ، منتقد ادبی و روشنفکر دینی بود. او تا پایان دبیرستان در قزوین تحصیل کرد و پس از آن برای ادامهٔ تحصیل وارد حوزهٔ علمیه شد و دروس حوزوی را تا سطوح عالی ادامه داد. وی بارها در جبهه‌های جنگ ایران و عراق حضور یافت. از سال ۱۳۷۰ تدریس فلسفه، متون عرفانی، ادبیات فارسی و عرب را در دانشگاه‌ها آغاز کرد. برگزاری بیش از سی دورهٔ آموزش نویسندگی در قم، تهران و شهرهای دیگر بخشی از کارنامهٔ علمی اوست. بابایی دارای ده‌ها کتاب و مقاله در زمینه‌های فرهنگی، ادبی و دین‌پژوهی بود.وی پس از یک دوره طولانی بیماری در سن ۵۶ سالگی بر اثر ابتلا به سرطان در قم درگذشت.

## آثار
- دیانت و عقلانیت
- چنین گفت مهتاب
- بهتر بنویسیم
- پیوند جان و جانان
- این پنج تن
- حکایت خوبان
- یادداشت‌ها و گفتاره‌های خارج از نوبت